# Саржав
Саржав, Саржау, Сарыжау или Шоржау (каз. Сарыжау) — озеро в Фёдоровском районе Костанайской области Казахстана. Находится в 5 км к западу от посёлка Костычевка.
Название озера происходит от казахского названия растения трихантемис (каз. саржауы).
По данным топографической съёмки 1945 года, площадь поверхности озера составляет 5,59 км². Наибольшая длина озера — 4 км, наибольшая ширина — 2,3 км. Длина береговой линии составляет 10,8 км, развитие береговой линии — 1,25. Озеро расположено на высоте 198,9 м над уровнем моря.